# Zuidermade
Zuidermade is een voormalig brugwaterschap in de Nederlandse provincie Groningen.
Het waterschap had het onderhoud van de Boerenklap in de Energieweg in Westerbroek over het Winschoterdiep als taak.